# Alfred Schütz (filozof)
Alfred Schütz  (ur. 13 kwietnia 1899 w Wiedniu, zm. 20 maja 1959 w Nowym Jorku) – austriacki filozof i socjolog, główny reprezentant socjologii fenomenologicznej.

## Życiorys
Schütz urodził się i mieszkał przez 40 lat w Austrii. Studiował prawo w Wiedniu. W 1939 opuścił ojczyznę i przeniósł się do Stanów Zjednoczonych, gdzie współpracował z New School for Social Research. Przez prawie całe swoje życie Schütz pracował w banku, wykładając gościnnie w New School. W tym czasie napisał kilkadziesiąt artykułów, w których rozwijał swoją teorię filozoficzną i socjologiczną.

## Poglądy i koncepcje
W swoich pracach Schütz rozwijał fenomenologię Edmunda Husserla, łącząc ją z rozwijaną przez Maxa Webera teorią działania oraz z amerykańskim interakcjonizmem symbolicznym. Schütz nie był nigdy bezpośrednio uczniem Husserla, ale prowadził intensywne studia nad jego dziełami. Pierwsza książka Schütza Der sinnhafte Aufbau der sozialen Welt, która ukazała się w 1932, spotkała się z dużym zainteresowaniem naukowców, w tym samego Husserla, który rozpoczął ożywioną korespondencję z Schützem. 
W swoim głównym dziele Schütz krytykował słabości Weberowskiej metody verstehen, czyli współodczuwającej introspekcji badacza w stosunku do obiektu swoich dociekań socjologicznych. Sytuacja taka wymagała podzielania przez ludzi wspólnych znaczeń. Schütz starał się zatem znaleźć odpowiedź na pytanie, jak to się staje, że ludzie podzielają subiektywne znaczenia sytuacji. W swoich rozważaniach Schütz przyjął tezę Husserla, że każdy człowiek posiada swój "świat życia" (niem. Lebenswelt), który przyjmuje za coś oczywistego. Ludzie sądzą, że dzielą ten sam świat życia i działają tak, jak gdyby żyli we wspólnym świecie doświadczeń i doznań. Schütz uważał, że poznanie procesów społecznych możliwe jest tylko poprzez obserwację interakcji, w których jednostki zaczynają podzielać ten sam świat. Podstawowym elementem myśli austriackiego filozofa była intersubiektywność, czyli tworzenie się i utrzymywanie wspólnego, subiektywnego świata dla różnych jednostek wchodzących ze sobą w liczne interakcje. 
Schütz używał również określenia "wiedza podręczna" dla oznaczenia ogółu zasad i przepisów społecznych, które umożliwiają ludziom działanie w świecie społecznym. Jest to wiedza praktyczna, która oceniana jest ze względu na swoją skuteczność. Zasób wiedzy, przyswajany w procesie socjalizacji, stanowi absolutną rzeczywistość działań każdego człowieka i nadaje sens wszelkim zdarzeniom. Ludzie, nawiązując stosunki z innymi, przyjmują zasadę "wzajemnej przekładalności perspektyw", co oznacza, że każdy człowiek traktuje innych, tak jak gdyby posiadali ten sam zasób wiedzy podręcznej bez względu na różnice ich doświadczeń życiowych. W trakcie interakcji ludzie mają tendencję do ignorowania różnic w biografii i działają na zasadzie domniemania, że świat jest taki sam dla wszystkich. Taktyką ułatwiającą interakcje są "typifikacje", polegające na klasyfikowaniu różnorodnych zachowań w podobne do siebie typy. Wchodząc w kolejne interakcje, nie musimy analizować szczegółowo zachowań, a używamy raczej wypracowanych wcześniej typyfikacji.

## Wybrane publikacje
w języku angielskim:
- Schütz A., 1967, The Phenomenology of the Social World, Evanston
- Collected Papers, 3 tomy, 1962–1966, The Hague

w języku polskim:
- Schutz [sic!] A. 1984, Potoczna i naukowa interpretacja ludzkiego działania, [w:] Edmund Mokrzycki (red.), Kryzys i schizma. Antyscjentystyczne tendencje w socjologii współczesnej t. 1, Warszawa: PIW, ss. 137-192
- Schütz A., 1985, Światły obywatel. Esej o społecznym zróżnicowaniu wiedzy, Literatura na Świecie, nr 2, s. 269–284
- Schütz A., 1985, Don Kichot i problem rzeczywistości, Literatura na Świecie, nr 2, s. 269–284
- Schütz A., 2005, Świat społeczny i teoria działania społecznego, [w:] Sztompka P., Kucia M. (red.), Socjologia. Lektury, Kraków
- Schütz A., 2008, O wielości światów. Szkice z socjologii fenomenologicznej, Kraków: NOMOS.